# Bernd Klotz
Bernd Klotz (ur. 8 września 1958 w Pforzheim) – niemiecki piłkarz występujący na pozycji napastnika.

## Kariera klubowa
Klotz karierę rozpoczynał jako junior w klubie 1. FC Dürrn. W 1975 roku trafił do juniorskiej ekipy VfB Stuttgart, a w 1978 roku został włączony do jego pierwszej drużyny. W Bundeslidze zadebiutował 4 listopada 1978 w zremisowanym 1:1 spotkaniu z Werderem Brema. W tamtym meczu strzelił także gola. W sezonie 1978/1979 zajął z klubem 2. miejsce w lidze, a w sezonie 1980/1981 trzecie.
W 1981 roku Klotz odszedł do innego pierwszoligowego zespołu - Borussii Dortmund. Pierwszy ligowy mecz zaliczył tam 8 sierpnia 1981 przeciwko 1. FC Köln (0:1). W ciągu 3,5 pół roku w barwach Borussii rozegrał 94 ligowe spotkania i zdobył 25 bramek.
W styczniu 1985 roku podpisał kontrakt z Waldhofem Mannheim. Pierwszy ligowy występ zanotował tam 26 stycznia 1985 w wygranym 5:2 pojedynku z FC Schalke 04. W tamtym spotkaniu zdobył także bramkę. W Waldhofie grał do końca sezonu 1987/1988.
Latem 1988 roku został graczem drugoligowej Fortuny Düsseldorf. W sezonie 1988/1989 awansował z nią do Bundesligi. W 1991 roku odszedł do drugoligowej Fortuny Kolonia, a rok później zakończył karierę.

## Kariera reprezentacyjna
W reprezentacji Niemiec U-21 Klotz rozegrał 8 spotkań i zdobył 2 bramki.